# Grand Prix de Wallonie 1980
La 21e édition du Grand Prix de Wallonie a eu lieu le 17 mai 1980. Elle a été remportée par le Belge Willy De Geest.

## Équipes
| Équipes professionnelles (7)- IJsboerke-Warncke Eis - Marc-Carlos-V.R.D.-Woningbouw - Splendor-Admiral - Miko-Mercier-Vivagel - Peugeot-Esso-Michelin - Safir-Ludo - TI-Raleigh-Creda |
| |

## Classement final
Willy De Geest remporte la course en parcourant les 220 kilomètres en 5 h 33 à la vitesse moyenne de 39,639 km/h,.
| \| Classement général \| Classement général \| Classement général \| Classement général \| Classement général \| \| Coureur \| Coureur \| Pays \| Équipe \| Temps \| \| ------------------ \| ------------------ \| ------------------ \| ----------------------------- \| ------------------ \| \| 1er \| Willy De Geest \| Belgique \| IJsboerke-Warncke Eis \| 5 h 33 min 00 s \| \| 2e \| Jacques Martin \| Belgique \| Marc-Carlos-V.R.D.-Woningbouw \| + 2 min 25 s \| \| 3e \| Claude Criquielion \| Belgique \| Splendor-Admiral \| + 5 min 42 s \| \| 4e \| Eric Van De Wiele \| Belgique \| IJsboerke-Warncke Eis \| + \| \| 5e \| Hubert Mathis \| France \| Miko-Mercier-Vivagel \| + \| \| 6e \| Patrick Perret \| France \| Peugeot-Esso-Michelin \| + \| \| 7e \| Guido Van Calster \| Belgique \| Splendor-Admiral \| + \| \| 8e \| Daniel Willems \| Belgique \| IJsboerke-Warncke Eis \| + \| \| 9e \| Willem Peeters \| Belgique \| Safir-Ludo \| + \| \| 10e \| Bert Oosterbosch \| Pays-Bas \| TI-Raleigh-Creda \| + \| |                    |          |                               |                 |
| |                    |          |                               |                 |
| Sources : ProCyclingStats Cycling Archives |                    |          |                               |                 |
| Classement général |                    |          |                               |                 |
| Coureur | Coureur            | Pays     | Équipe                        | Temps           |
| 1er | Willy De Geest     | Belgique | IJsboerke-Warncke Eis         | 5 h 33 min 00 s |
| 2e | Jacques Martin     | Belgique | Marc-Carlos-V.R.D.-Woningbouw | + 2 min 25 s    |
| 3e | Claude Criquielion | Belgique | Splendor-Admiral              | + 5 min 42 s    |
| 4e | Eric Van De Wiele  | Belgique | IJsboerke-Warncke Eis         | +               |
| 5e | Hubert Mathis      | France   | Miko-Mercier-Vivagel          | +               |
| 6e | Patrick Perret     | France   | Peugeot-Esso-Michelin         | +               |
| 7e | Guido Van Calster  | Belgique | Splendor-Admiral              | +               |
| 8e | Daniel Willems     | Belgique | IJsboerke-Warncke Eis         | +               |
| 9e | Willem Peeters     | Belgique | Safir-Ludo                    | +               |
| 10e | Bert Oosterbosch   | Pays-Bas | TI-Raleigh-Creda              | +               |